# Comuna Karlskoga
Karlskoga (Karlskoga kommun) este o comună din comitatul Örebro län, Suedia, cu o populație de 29.728 locuitori (2013).

## Geografie

### Zone urbane
Lista celor mai mari zone urbane din comună (anul 2015) conform Biroului Central de Statistică al Suediei:
| Nr | Zona urbană         | Pop.   |
| -- | ------------------- | ------ |
| 1  | Karlskoga           | 27.490 |
| 2  | Valåsen și Labbsand | 321    |

## Demografie
| \| Evoluția demografică în comuna Karlskoga, 1970–2015 \| Evoluția demografică în comuna Karlskoga, 1970–2015 \| Evoluția demografică în comuna Karlskoga, 1970–2015 \| Evoluția demografică în comuna Karlskoga, 1970–2015 \| Evoluția demografică în comuna Karlskoga, 1970–2015 \| \| ----------------------------------------------------------------------------------------------------- \| --------------------------------------------------- \| --------------------------------------------------- \| --------------------------------------------------- \| --------------------------------------------------- \| \| An \| \| \| Locuitori \| \| \| 1970 \| 1970 \| \| 39706 \| 39706 \| \| 1975 \| 1975 \| \| 38103 \| 38103 \| \| 1980 \| 1980 \| \| 36828 \| 36828 \| \| 1985 \| 1985 \| \| 35028 \| 35028 \| \| 1990 \| 1990 \| \| 33869 \| 33869 \| \| 1995 \| 1995 \| \| 32949 \| 32949 \| \| 2000 \| 2000 \| \| 31293 \| 31293 \| \| 2005 \| 2005 \| \| 30185 \| 30185 \| \| 2010 \| 2010 \| \| 29668 \| 29668 \| \| 2015 \| 2015 \| \| 30283 \| 30283 \| \| Sursa: SCB - Statistika Centralbyrån, Folkmängd efter region, civilstånd, ålder och kön. År 1968–2016 \| \| \| \| \| |      |  |           |       |
| Evoluția demografică în comuna Karlskoga, 1970–2015 |      |  |           |       |
| An |      |  | Locuitori |       |
| 1970 | 1970 |  | 39706     | 39706 |
| 1975 | 1975 |  | 38103     | 38103 |
| 1980 | 1980 |  | 36828     | 36828 |
| 1985 | 1985 |  | 35028     | 35028 |
| 1990 | 1990 |  | 33869     | 33869 |
| 1995 | 1995 |  | 32949     | 32949 |
| 2000 | 2000 |  | 31293     | 31293 |
| 2005 | 2005 |  | 30185     | 30185 |
| 2010 | 2010 |  | 29668     | 29668 |
| 2015 | 2015 |  | 30283     | 30283 |
| Sursa: SCB - Statistika Centralbyrån, Folkmängd efter region, civilstånd, ålder och kön. År 1968–2016 |      |  |           |       |